# Фірет-Трунштадт
Фірет-Трунштадт (нім. Viereth-Trunstadt) — громада в Німеччині, розташована в землі Баварія. Підпорядковується адміністративному округу Верхня Франконія. Входить до складу району Бамберг.
Площа — 15,78 км2. Населення становить 3549 ос. (станом на 31 грудня 2020).